# 国鉄ミム100形貨車
国鉄ミム100形貨車（こくてつミム100がたかしゃ）は、かつて日本国有鉄道（国鉄）に在籍した水運車（水槽車）である。

## 概要
ミム100形は、1950年（昭和25年）から1957年（昭和32年）にかけて飯野産業、川崎車輛、三菱重工業、日立製作所の4社にて105両（ミム100 - ミム204）製造された15 t積み水運車である。水運車として最後に製作された形式であるが初めて他車からの改造ではなく、新製車として誕生した形式である。また水運車として2番目の両数の形式でもある。
1960年（昭和35年）から実行に移された動力近代化計画により本来の用途である蒸気機関車への給水となる蒸気機関車そのものの数が減少していく中で本形式車も廃車となる車両が増えていく。
1968年（昭和43年）10月1日国鉄ダイヤ改正以降は速度制限運用車に指定され、側面に最高速度65 km/h以下を示す黄色の帯が入った他記号番号標記は特殊標記符号「ロ」（最高速度65 km/h以下の貨車）を前置し「ロミム」と標記する。
塗色は、黒であり、寸法関係は全長は7,900 mm、全幅は2,589 mm、全高は3,470 mm、軸距は4,000 mm、自重は9.3 t、換算両数は積車2.4、空車1.0である。
1986年（昭和61年）に最後まで在籍した車両が廃車となり同時に形式消滅となった。また「水運車」という車種も消滅した。

## 他形式への改造

### ヤ500形
1972年（昭和47年）より1974年（昭和49年）にかけて7両が除草薬剤散布車へ改造された。
ディーゼルエンジン駆動のポンプが車体の左右に1台ずつ計2台搭載されており、薬剤の撹拌用と噴射用にそれぞれ使用される。
その他に、前後の連結器下部に噴射用のノズル、タンク体の前後上部に作業灯が設置されている。
1986年度（昭和61年度）に形式消滅。